# Museo Mercedes Sierra de Pérez
El Museo El Chicó o Museo Mercedes Sierra de Pérez es un parque-museo localizado en el barrio El Chicó, al norte de la ciudad de Bogotá. Fue declarado bien de interés cultural del ámbito distrital en 1992 y hoy día da su nombre al barrio que lo rodea. Se encuentra entre las carreras 7 y 9, entre calles 92 y 94 en la localidad de Chapinero, reflejando en su construcción una típica hacienda de la Sabana de Bogotá (casa colonial del siglo XVIII con toques republicanos, jardines y árboles centenarios). Funciona como museo desde 1976.
En su recorrido se puede apreciar la concepción del espacio fragmentado, pequeños ambientes con plena autonomía se entrelazan, creando un conjunto cuya conformación total no puede ser apreciada a primera vista. 
El paso del exterior al interior, gracias al zaguán, es lento y gradual, dándole tiempo al visitante para ajustar sus sensaciones al espacio que lo rodea. Una vez en el interior, el visitante viaja en el tiempo y siente cómo su corazón se llena de una dulce nostalgia.

## Historia
En 1921 Mercedes Sierra de Pérez heredó de su padre Pepe la hacienda El Chicó. Siguiendo el modelo filantrópico de su padre donó la hacienda junto con una suma de dinero que permitiese destinarla a la función de museo. Fue la familia Sierra quien igualmente donó a la ciudad los terrenos de la calle 116, la cual hoy se conoce como Avenida Pepe Sierra.

## Exposición
En su exposición permanente se destacan el Salón Virreinal y tres salones franceses. Hay disponibles visitas guiadas a un costo de $9.000 por persona; estudiantes, niños y adultos mayores $6.000, niños menores de 5 años: Entrada libre

## Accesos
Por la carrera 7.ª en la calle 92 (acceso en murallas de piedra), por la Carrera 9 en la calle 93. El parque está rodeado por una reja de hierro que bordea el perímetro. El museo no permite la entrada de animales.

## Archivo fotográfico
La Sociedad de Mejoras y Ornato de Bogotá, la entidad cívica más antigua del país, posee un importante referente histórico, cultural y ambiental de la ciudad, el Parque Museo El Chicó y, en esta su sede, cuenta con el archivo fotográfico de José Vicente Ortega Ricaurte, de aproximadamente 2.200 imágenes de la primera mitad del siglo XX, referentes a la ciudad de Bogotá.